# انکار وجود کردها توسط ترکیه
انکار کردها سیاست رسمی دولت ترکیه برای چندین دهه بود که در آن انکار می‌شد که کردها یک گروه قومی تشکیل می‌دهند و در عوض ادعا می‌شد که کردها زیرگروهی از ترک‌ها هستند و واژه‌های «کرد» و «کردستان» توسط نهادهای دولتی حذف می‌شدند. در طول قرن بیستم، با ممنوعیت دولتی استفاده از اصطلاحات کرد یا کردی، کردها را ترک‌های کوهستانی (ترکی استانبولی: Dağ Türkleri) می‌نامیدند. تا امروز نیز ترکیه کردها را به عنوان یک قوم به رسمیت نمی‌شناسد و زبان کردی را نیز به عنوان یک زبان مستقل رسمیت نمی‌شناسد.

## زمینه

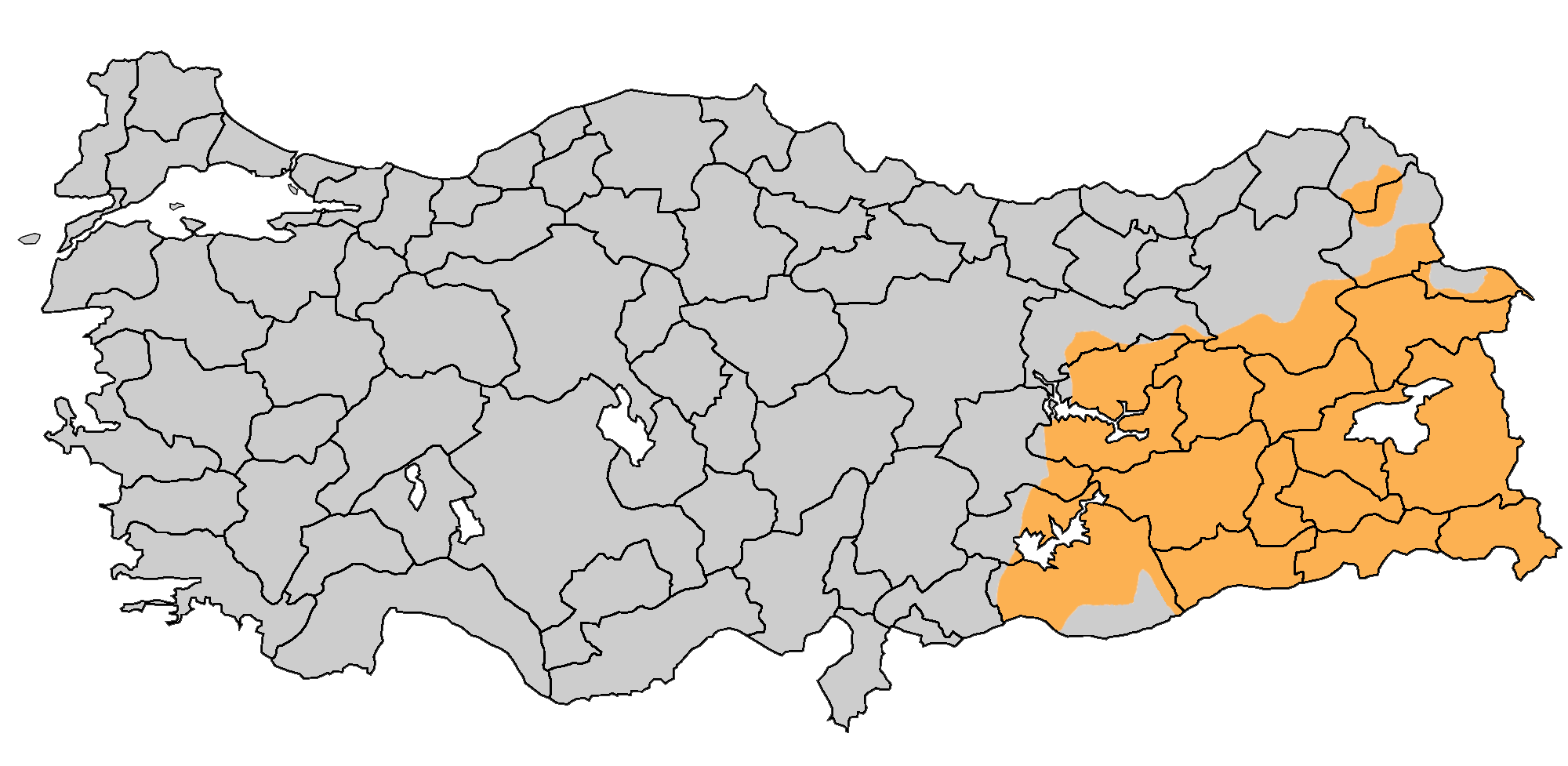
برآورد ۱۹۹۲ از مناطق با اکثریت کرد در ترکیه توسط The World Factbook

کردها بزرگ‌ترین اقلیت قومی در ترکیه امروزی هستند و طبق آمار دانشگاه هاروارد ۱۸ درصد از جمعیت این کشور را تشکیل می‌دهند. در قرن بیستم، کردها در ترکیه با آزار و اذیت مواجه شدند و قربانی خشونت شدند و پس از آن شورش درسیم منجر به کشته شدن ۱۳۱۶۰ غیرنظامی دیگر به دست ارتش ترکیه شد. پس از تأسیس جمهوری تازه‌تاسیس ترکیه، این کشور به انکار ملیت کردها در ترکیه متهم شده‌است.

## دهه‌های ۱۹۲۰–۱۹۶۰
تعبیر «ترک‌های کوهستانی» (ترکی استانبولی: Dağ Türkleri) برای کردها توسط ژنرال عبدالله آلپدوغان اختراع شد و در ابتدا برای توصیف مردمی که در کوهستان زندگی می‌کردند استفاده می‌شد که به زبان خودشان صحبت نمی‌کردند بلکه به گویشی از ترکی صحبت می‌کردند. توفیق رشدی ارس، وزیر خارجه ترکیه بین سال‌های ۱۹۲۵ و ۱۹۳۸، از این ایده دفاع کرد که کردها باید مانند سرخپوستان ایالات متحده ناپدید شوند. کاظم قره‌بکر، فرمانده سابق ارتش ترکیه در طول جنگ استقلال، گفت که کردهای درسیم در واقع ترکهای آسمیله شده هستند و باید ترک بودن آنها را به آنها یادآوری کرد. محمود عیسات بوزقورد وزیر دادگستری ترکیه اعلام کرد که هیچ ملت دیگری جز نژاد ترک نمی‌تواند در ترکیه ادعای حقوقی کند و همه غیرترک‌ها فقط حق دارند که خدمتکار یا برده باشند.

چیزی به نام مردم و ملت کرد وجود ندارد. آنها صرفا حامل فرهنگ و عادات ترک هستند. منطقه خیالی‌ای که به عنوان کردستان جدید پیشنهاد می‌شود، منطقه‌ای است که توسط پیش‌ترک‌ها سکنی‌گزینی شد. سومریان و سکاها بلافاصله به ذهن می‌آیند. 

— Orhan Türkdoğan، استاد جامعه شناسی در دانشگاه فنی گبزه
متعاقباً ذکر ساده واژه‌های کرد و کردستان ممنوع شد و به‌ترتیب با عباراتی مانند «ترک‌های کوهستانی» و «(منطقه) شرق» جایگزین شد. این ممنوعیت شامل متون به زبان‌های خارجی نیز می‌شود. وجود ملت کرد تا به حال انکار می‌شود. بر اساس تز تاریخ ترکیه، کردها در گذشته از آسیای مرکزی تورانی مهاجرت کرده‌اند. در طول دهه‌های ۱۹۲۰ و ۱۹۳۰، بازرگانان برای هر کلمه کردی که استفاده می‌کردند به‌طور جداگانه جریمه می‌شدند. در مدرسه، دانش‌آموزان در صورت مشاهده در حال گفتگو به زبان کردی تنبیه می‌شدند و در دهه ۱۹۶۰ مدارس شبانه‌روزی به زبان ترکی تأسیس شد تا دانش‌آموزان را از خانواده‌های کرد خود جدا کنند و جمعیت کرد را ترک‌سازی کنند.

## دهه‌های ۱۹۶۰–۱۹۸۰
اصطلاح «ترک کوهستانی» در سال ۱۹۶۱ بیشتر مورد استفاده قرار گرفت. جمال گورسل رئیس‌جمهور ترکیه در یک کنفرانس مطبوعاتی در لندن و همچنین در سخنرانی خود در دیاربکر وجود کردها در ترکیه را تکذیب کرد. گورسل مقدمه ای بر کتاب تاریخ وارتو و استان‌های شرقی نوشته محمد شریف فرات نوشت که در آن فرات را به دلیل ارائه شواهد علمی برای ترک بودن کردها تحسین کرد و خواستار مطالعات علمی شد تا شکی در واقعی بودن ایدهٔ «ترک کوهستانی» بودن کردها باقی نماند. این کتاب به صورت رایگان در اختیار اساتید دانشگاه‌ها، دانشجویان و روزنامه‌نگاران قرار گرفت و در کتابخانه‌های مؤسسات آموزشی نیز گنجانده شد.
جمال گورسل همچنین ارتباط نزدیکی با مؤسسه تحقیقات فرهنگی ترکیه (TKAE) که در آن زمان تازه تأسیس شده بود داشت که چندین کتاب در این زمینه منتشر کرد. علاوه بر این، گورسل استفاده از عبارت «تف به صورت کسی که شما را کرد می‌خواند» را تشویق کرد. در جریان محاکمه‌ها علیه کانون‌های فرهنگی انقلابی شرق (DDKO) پس از کودتای ۱۹۷۱، دادستان استدلال کرد که کردها در واقع وجود ندارند و زبان آنها در واقع لهجه‌ای از ترکی است. کنان اورن، رئیس حکومت نظامی پس از کودتای ۱۹۸۰، وجود قومیت کرد را انکار کرد و استفاده از زبان کردی را محدود کرد. اصطلاح «ترک کوهستانی» در سال ۱۹۸۰ به‌طور رسمی با اصطلاح جدید «ترک شرقی» جایگزین شد پس از ظهور حزب کارگران کردستان در دهه ۱۹۸۰، اعضای آن متهم به تلاش برای متقاعد کردن ترک‌های شرقی به کرد بودنشان شدند.

## قرن ۲۱-ام

### سانسور در دانشگاه
گزارشی در سال ۲۰۲۰ توسط بنیاد اسماعیل بشیکچی دربارهٔ سانسوری که در مطالعات کردی در ترکیه وجود دارد نشان داد که سانسور و خودسانسوری هر دو در هنگام نوشتن در مورد کردها و تاریخ، جغرافیا، فرهنگ و زبان آنها به دلیل ترس از مجازات رائج هستند. کلماتی مانند «کردستان»، «مستعمره» و «ضد استعمار» نیز در نوشتن دربارهٔ کردها تابو باقی مانده‌است.

### سانسور دولتی
در مارس ۲۰۲۱، وزارت آموزش ملی ترکیه کتابی در مورد استان دیاربکر با (اکثریت کرد) منتشر کرد که در آن هیچ اشاره ای به کردها یا زبان کردی نشده بود. همچنین این کتاب ادعا می‌کند که زبانی که در شهر دیاربکر صحبت می‌شود مشابه گویشی از ترکی است که در باکو بدان صحبت می‌شود. در آگوست ۲۰۲۱، مقامات نام یک مسجد قرن هفدهمی در کیلیس را از «مسجد کردها» به «مسجد ترک‌ها» تغییر دادند که انتقاد جامعه کرد را برانگیخت.
مکاهیت بیلیچی در مورد گفتمان اردوغان در مورد کردها می‌نویسد:
الگوی روشنی در زبان اردوغان و در واقع در رویکرد همه طرف‌های اسلام‌گرا با کردها وجود دارد. هدف اصلی این است که کرد بودن کردها را با برجسته کردن مسلمان بودن آنها به حداقل رسانده و نامرئی کنند. از خود کلمه "کرد" اجتناب می شود و فقط به صورت بسیار استراتژیک استفاده می شود. کردها فقط به عنوان خدمتگزار و مدافع اسلام می‌توانند مشروعیت و مقام کسب کنند. شهرهای کردنشین به عنوان اقامتگاه‌های عمیقا مذهبی بازنمایی می‌شوند. به عنوان مثال، شهر اورفا را همیشه «شهر انبیا» و دیاربکر را «شهر صحابه حضرت محمد» می نامند. هدف این است که از تلقی کردن هر چیز کردی به عنوان کردی خودداری شود.